# Make-A-Wish Foundation
Make-A-Wish Foundation (от англ. Make a wish — «загадай желание», «осуществи мечту») — международный благотворительный фонд, помогающий исполнять желания смертельно больным детям. Фонд был основан в 1980 году, за это время им были исполнены желания более 240 тысяч детей. В работе фонду помогают более 30 тысяч волонтёров.
Штаб-квартира расположена в городе Финикс, штат Аризона, США. Фонд имеет региональные отделения в 35 странах.

## История
В 1977 году 4-летний Кристофер Джеймс Грейчус (Christopher James Greicius), больной лейкемией, и его мать Линда познакомились с таможенником Томми Остином. Томми узнал, что мальчик мечтает стать офицером полиции, и обещал покатать его на полицейском вертолёте. В 1980 году, когда состояние Криса ухудшилось, Томми связался с офицером Роном Коксом из Департамента общественной безопасности Аризоны (DPS) и попросил помочь организовать полёт для Криса. 29 апреля 1980 года Рон вместе с Крисом вылетели на вертолёте DPS в город Финикс, где находится штаб-квартира DPS. Из аэропорта Крис вместе с офицером Френком Шенквицем в сопровождении трёх патрульных машин и мотоцикла отправился в офис департамента, где провёл день, и в завершение был награждён званием первого и единственного почётного полицейского Аризоны.
На следующий день Рон связался с компанией John’s Uniforms, поставляющей униформу сотрудникам департамента, с просьбой сшить для Криса форму патрульного. Владелец компании был тронут желанием Криса, и за ночь он с двумя швеями сшил точную копию формы полицейского патрульного для Криса. 1 мая офицеры департамента вручили форму Крису, и Рон объяснил, что для патрульного необходимо сдать тест на мотоцикле.
Похороны должны были состояться в городе Кевани, штат Иллинойс. От DSP Аризоны проститься с Крисом туда отправились Френк Шенквиц и Скотт Шталь. На обратном пути они задумались об опыте Криса и решили, что другие больные дети тоже должны иметь возможность исполнить мечту. В Финиксе с согласия Линды они основали Chris Greicius Make-A-Wish Memorial, позже ставший фондом Make-A-Wish.
Изначально фонд помогал детям в США, в 1983 году его первое иностранное представительство было открыто в Канаде. В 1993 году на базе пяти отделений фонда за пределами США была создана международная организация фонда.
Рестлеру и актёру Джону Сине принадлежит рекорд самого большого количества желаний, исполненных одним человеком — более 650.

## Принципы работы
Фонд помогает детям в возрасте от 2,5 до 18 лет независимо от расовой, национальной, религиозной принадлежности и страны проживания. Заявку в фонд могут подать родственники, медицинские и социальные работники, друзья и сам ребёнок. Исполнение желания должно быть одобрено по медицинским показаниям лечащим врачом. С 1999 года по настоянию организаций по охране прав животных не допускается выполнение желаний, связанных с охотой.

## Всемирный день желаний
Фондом был учреждён Всемирный день желаний (World Wish Day), который отмечается 29 апреля, в день исполнения желания Криса Грейчуса. В этот день проводятся праздничные мероприятия для тяжело больных детей, призванные привлечь внимание общества к деятельности фонда.

## Спонсоры и волонтёры
Волонтёрское движение фонда насчитывает 30 тысяч человек. К известным волонтёрам фонда относился Майкл Джексон, сейчас относится Бен Барнс. Фонд спонсируют Macy's, Blizzard Entertainment, Alaska Airlines и другие компании.

## Региональные отделения
| - Австралия - Австрия - Аргентина - Бельгия (Валлония) - Бельгия (Фландрия) - Бразилия - Великобритания - Германия - Гонконг | - Греция - Дания - Израиль - Индия - Ирландия - Испания - Италия - Канада - Китайская Республика | - Малайзия - Мексика - Нидерланды - Новая Зеландия - ОАЭ - Пакистан - Панама - Перу - Португалия | - Республика Корея - Сингапур - Таиланд - Турция - Филиппины - Франция - Чили - Швейцария - Япония |